# Джордж Герцог (етномузиколог)
Джордж Герцог (*Грудень 11 грудня 1901 — 4 листопада 1983) — американський антрополог, фольклорист, музикознавець та етномузиколог.

## Життя
Георг Герцог навчався в Будапештській музичній академії з 1917 по 1919 рік, а також у Вищій школі музики в Шарлоттенбурзі. Починаючи з 1921 року, він допомагав Карлу Штумпфу та Еріху Моріцу фон Горнбостелю в Berliner Phonogramm-Archiv. У 1925 році він емігрував до Сполучених Штатів, де отримав ступінь аспіранта з антропології в Колумбійському університеті. Перебуваючи там, він навчався у Франца Боаса, Едварда Сепіра та Рут Бенедикт. У 1930/31 роках він вирушив у дослідницьку поїздку до Ліберії, де від імені Сапіра записав мову та народну музику народу Джабо. Він отримав стипендію Гуггенхайма в 1935 (і 1947). Завдяки польовим дослідженням він у 1937 році написав свою докторську дисертацію. Порівняння музичних стилів пуебло та піма зробило його одним із найавторитетніших дослідників музики американських індіанців. Він викладав і проводив дослідження в Чиказькому університеті, Єльському університеті та Колумбійському університеті. Під час Другої світової війни працював у військовій розвідці армії США.
Герцог був професором антропології в Університеті Індіани в Блумінгтоні з 1948 по 1958 рік, де він офіційно створив Архів традиційної музики, який він почав збирати в 1936 році, коли навчався в Колумбійському університеті. Його створення офіційного архіву звукозаписів за зразком Берлінського фонограмного архіву сформувало зароджується поле етномузикології, зосередивши збереження звукозаписів як вирішальний методологічний підхід у цій дисципліні. Цю спадщину продовжив його учень Бруно Неттл, який продовжив роботу по об’єднанню етнології та культурної антропології з історичним і систематичним музикознавством. Герцог був північноамериканським піонером у галузі етномузикології та поставив такі радикальні дослідницькі питання, як: «чи є у тварин музика?» (1941 рік).
Герцог був членом ради радників Інституту джазових досліджень і короткий час обіймав посаду президента в 1955 році. Разом із Девідом П. Макаллестером, Аланом Мерріамом, Віллардом Роудсом і Чарльзом Сігером він став співзасновником Товариства етномузикології. Через важку хворобу в 1950 році Герцог був змушений припинити свою професійну діяльність у 1958 році, вийшов на пенсію у 1962 році і наступні двадцять років провів у санаторії.

## Твір (вибір)
- Народні мелодії з Міссісіпі . репр. Нью-Йорк : Da Capo Press, 1977
- з Гарольдом Курландером: Перемикач коров’ячого хвоста та інші західноафриканські історії. Нью-Йорк: H. Holt and Co. 1947
- Барабанний сигнал у західноафриканському племені. в: Слово 1, С. 217–238, 1945
- з Френком Г. Спеком: Церемонія усиновлення духу Тутело: перевдягання живих в ім’я мертвих. Гаррісбург : Історична комісія Пенсільванії, 1942
- з Чарльзом Г. Блуа: Прислів’я Джабо з Ліберії: Максими в житті корінного племені . Лондон, Oxford University Press 1936
- Дослідження первісної та народної музики в США, опитування. Вашингтон, округ Колумбія, Американська рада наукових товариств 1936 р
- Die Musik der Karolinen-Inseln : (з Phonogramm-Archiv, Берлін). Гамбург: Friederichsen, de Gruyter, 1936. (= Ergebnisse der Südsee-Expedition 1908–1910, II B, Bd. 9, 2. Halbband, Eilers, Westkarolinen.)
- Порівняння музичних стилів Пуебло та Піма. Нью-Йорк, 1935 рік

## Подальше читання
- Ізраель Дж. Кац: Герцог, Джордж. У: Stanley Sadie (ed.): The New Grove Dictionary of Music and Musicians . Макміллан, Лондон 1980. т. 8, стор. 527f
- Ізраель Дж. Кац: Листи Джорджа Герцога. In: Musica Judaica, 20, 2013–14, стор. 199–248
- Бруно Неттль: Герцог, Джордж. In: Friedrich Blume (ed.): Die Musik in Geschichte und Gegenwart . Bärenreiter, 2002, вип. 8, стор. 1451–1453
- Бруно Неттл: Джордж Герцог як учений і викладач: синкратичний американський підхід до етномузикології. In: Joahim Braun, Uri Sharvit: Studies in Socio-Musical Sciences. Bar-Ilan University Press, Ramat Gan 1998, стор. 17–28
- Деніел Рід: Новатор і примітиви: Джордж Герцог в історичній перспективі. В: Фольклорний форум, 24/1-2, 1993, стор. 69–92
- Деніел Рід: Джордж Герцог: сучасний погляд на його роботу та ідеї. I–II. У: ReSound, 13/3-4, липень–жовтень 1994, стор. 1–6 і 14/1-2, січень–квітень 1994 р., стор. 1–8